# عنبر قنبر
عنبرقنبر، روستایی از توابع بخش زرین‌دشت شهرستان نهاوند در استان همدان ایران است.

## جمعیت
این روستا در دهستان فضل قرار دارد و براساس سرشماری مرکز آمار ایران در سال ۱۳۹۵، جمعیت آن ۴۸۶ نفر (۱۵۲خانوار) بوده‌است.
مردم این روستا به زبان لکی و ثلاثی سخن میگویند.